# Футбол (телеканал, Россия)
«Футбол» — российский спутниковый и кабельный телеканал, посвящённый футболу. Начал вещание 30 июля 2007 года. 
Телеканал присутствует в кабельных сетях России, Армении и стран Балтии, таких как: «Ростелеком», «Орион Экспресс», «ТТК», «Центральный телеграф», «Билайн», «МТС», «NetByNet», «SPB TV» и др.
22 мая 2017 года перешёл на формат вещания 16:9, а 18 октября 2017 года — на вещание в формате высокой чёткости (HD).

## Трансляции
Чемпионаты:
- Китайская Суперлига (с сезона 2024);
- Греческая Суперлига (с сезона 2023/24);
- Серия Б (с сезона 2024/25).

Кубки:
- Кубок Португальской лиги (с сезона 2024/25).

### Ранее транслировались
Чемпионаты:
- Английская Футбольная лига EFL (Чемпионшип, Лига 1, Лига 2) — до 4 матчей в туре в прямом эфире (сезоны 2016/17 — 2021/22);
- Шотландская Премьер-лига (сезоны 2008/09 — 2009/10, 2013/14);
- Украинская Премьер-Лига (сезоны 2010/11 — 2012/13);
- Чемпионат Швейцарии по футболу (сезон 2011/12);
- Чемпионат Бельгии по футболу (сезоны 2009/10 — 2011/12);
- Чемпионат Нидерландов (сезоны 2018/19 — 2021/22);
- Чемпионат Португалии (сезоны 2007/08, 2014/15 —2016/17, 2018/19);
- Чемпионат Аргентины — 3 матча каждого тура в прямом эфире;
- Турецкая Суперлига (сезоны 2022/23 – 2023/24).

Кубки:
- Кубок Нидерландов по футболу (сезоны 2009/10 — 2011/12);
- Кубок Футбольной лиги (сезон 2008/09).

## Программы
Все программы транслируются с русским переводом.
- «World of Football» — получасовая телепередача из Швеции о мировом футболе. Передача посвящена обзорам матчей чемпионатов Испании, Франции и Швеции, а также азиатской Лиги Чемпионов, последним новостям футбола за рубежом и трансферным кампаниям межсезонья.

## Комментаторы
- Максим Алексеев
- Максим Сенаторов
- Станислав Редикульцев
- Дмитрий Орлов
- Сергей Курманов
- Антон Васятин
- Виталий Ошовский
- Павел Ветров
- Виталий Попач